# Long Reef (Timorsee)
Das Long Reef ist ein Riff in der Timorsee, vor der Nordküste des australischen Kimberlys.
Als nördlichster Punkt Western Australias diente es als Ausgangspunkt zur Grenzziehung von Kooperationszonen zwischen Australien und Indonesien im Timor Gap Treaty.